# Авиация

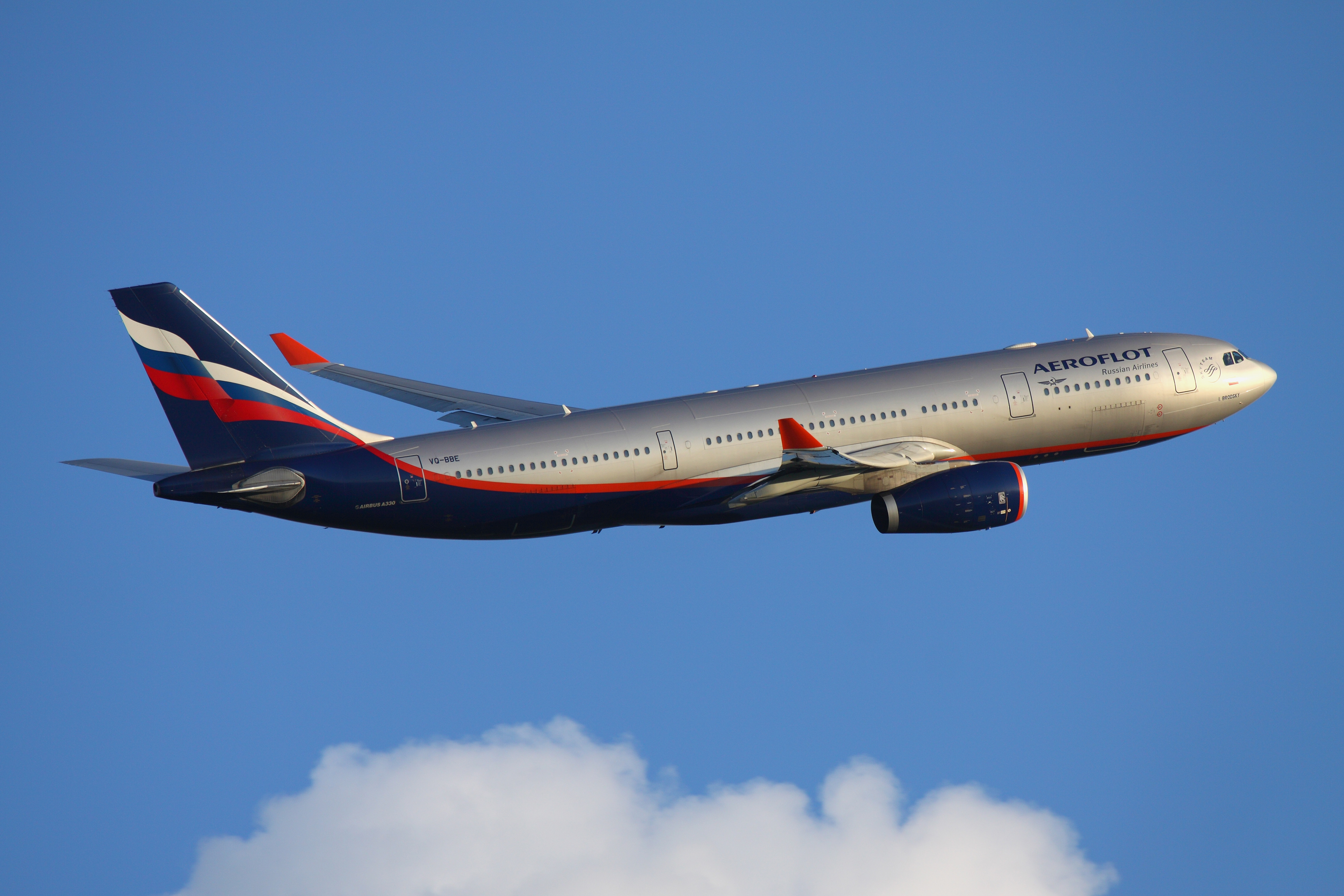
Airbus A330

Авиа́ция (через фр. aviation, от лат. avis — «птица») — теория и практика передвижения по воздуху на летательных аппаратах, область человеческой деятельности, охватывающая создание и использование воздушных судов (ВС), необходимые для этого наземную инфраструктуру и специалистов (систему аэродромов и аэропортов, средств обеспечения полётов), а также специализированные области знаний (аэродинамики, механики полёта, аэронавигации).

## Транспортные средства
Примерами ВС являются следующие машины для полёта в атмосфере:
- Воздушный шар
- Дирижабль
- Самолёт (в том числе гидропланы)
- Автожир
- Вертолёт
- Конвертоплан
- Планёр (дельтаплан)

## Виды авиации
Виды авиации России с соответствии с Воздушным кодексом РФ:
- Гражданская авиация
  - коммерческие воздушные перевозки
  - авиационные работы
  - авиация общего назначения (АОН)
- Государственная авиация
  - военная авиация
  - специального назначения:
  - авиация МЧС
  - авиация ФСБ
- Экспериментальная авиация

По принципу полёта:
- аэростатический — архимедовой силой, равной силе тяжести вытесненной телом массы воздуха — летательные аппараты легче воздуха;
- аэродинамический — подъёмной силой, возникающей за счёт разности давлений при обтекании профиля крыла или несущего фюзеляжа — летательные аппараты тяжелее воздуха.

Возможны гибридные схемы полёта, см., например, гибридный дирижабль.

## История
Первые летательные аппараты:
- в Греции (Архит Тарентский — 400 г. до н. э. — механическая птица) достоверных данных о том, что она летала, нет
- в Китае (559 год — полёт человека на воздушном змее)

### В Европе
Леонардо да Винчи — чертёж планера.
М. В. Ломоносов был первым в России, кто исследовал законы движения воздуха и разрабатывал летательный аппарат. 1 января 1745 г. он изложил свои идеи о свободной циркуляции воздуха и предложил хеликоптер, приводимый в движение часовой пружиной.

Значительный вклад в теорию и практику полёта внёс немецкий учёный О. Лилиенталь.
Первые полёты:

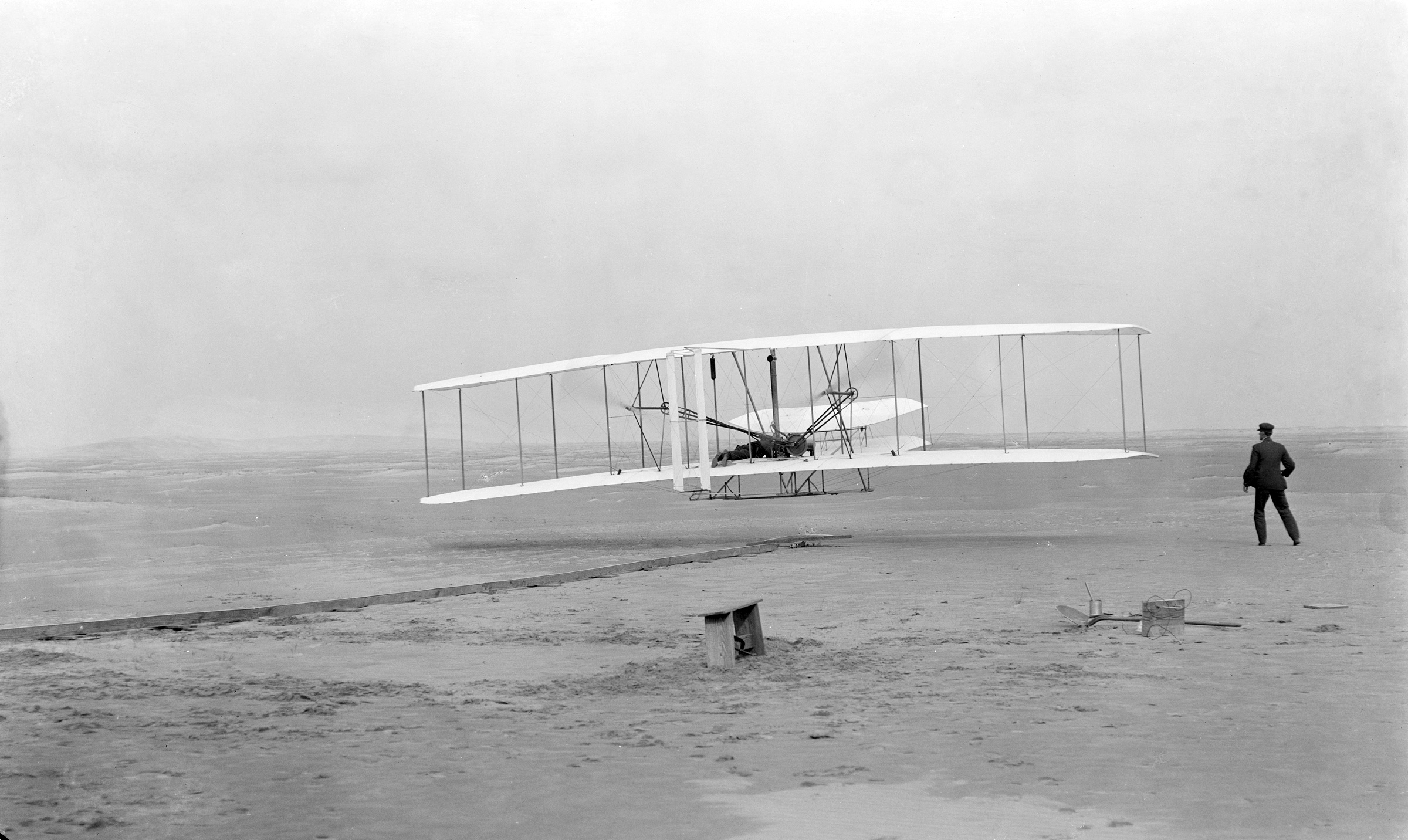
Первый полёт Флайера-1

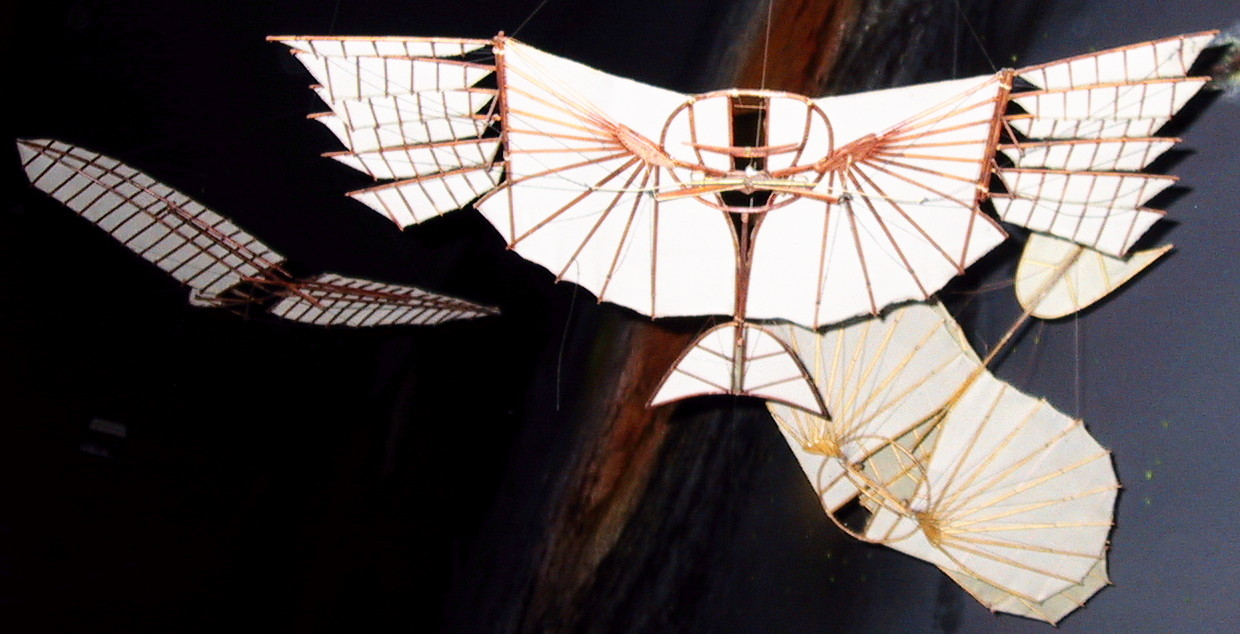
Планеры Лилиенталя

- В 1783 г. братья Монгольфье испытали аэростат из холста, пролетевший расстояние 2,5 км на высоте 2000 м за 10 минут. В следующем году они запустили аэростат с людьми на борту.
- С 1891 по 1896 Отто Лилиенталь спроектировал, построил и облетал несколько планёров.
- В октябре 1901 года осуществлена первая «успешная» попытка взлёта с воды В. В. Крессом, на самолёте собственной конструкции.[5]
- 17 декабря 1903 г. состоялся первый успешный полёт самолёта американских механиков братьев Райт с двигателем внутреннего сгорания, работавшем на керосине.
- В 1904 году русский учёный Николай Жуковский сформулировал теорему, позволяющую дать количественную величину подъёмной силы крыла самолёта, определил основные профили крыльев и лопастей винта самолёта, а затем разработал вихревую теорию воздушного винта в докладе «О присоединённых вихрях», которым была заложена теоретическая основа развития методов определения подъёмной силы крыла аэроплана. Эти открытия были опубликованы в 1906 году в работе «О падении в воздухе лёгких продолговатых тел, вращающихся около своей продольной оси»[6].
- В 1906 г. русский учёный Николай Жуковский публикует монографию «О присоединённых вихрях», в которой объясняет и даёт метод расчёта подъёмной силы крыла, той силы, которая держит самолёт в воздухе[7].
- Первый пилотируемый вертолёт, который поднялся над землёй, был сконструирован Полем Корню. Этот полёт состоялся в 1907 году.
- 25 июля 1909 г. французский изобретатель, авиатор и предприниматель,Луи Блерио совершил перелёт через пролив Ла Манш. Победа Блерио в то время была воспринята, в том числе, как победа монопланa, популярного среди авиаторов-французов, над бипланом англичан и американцев.
- В 1910 г. И. И. Сикорский запустил вертолёт без лётчика.
- В 1910 г. В Реймсе был представлен самолёт конструкции Эдуарда Ньюпора на котором впервые фюзеляж был закрыт полностью обшивкой. Это был первый шаг в развитии идеи обтекаемости летательных аппаратов, который ещё требовал осмысления и исследования.[5]
- В 1929 Джимми Дулиттл разработал пилотажно-навигационные приборы.
- В 1930 году на пассажирских рейсах впервые появились бортпроводники.
- В 1930-е началась разработка реактивного двигателя в Германии и в Англии.
- В 1939 самолёт Heinkel He 178 (Германия) стал по сути первым практически применённым реактивным самолётом, совершившим полёт.
- В октябре 1947 Чарльз Йегер превысил звуковой барьер на самолёте с ракетным двигателем Bell X-1.
- 27 июля 1949 совершил первый полёт первый реактивный пассажирский лайнер DH-106 Comet.
- В 1961 году 12 апреля Юрий Гагарин стал первым человеком в мировой истории, совершившим полёт в космическое пространство.
- 29 июля 1963 года состоялся первый полет реактивного пассажирского самолета Ту-134, ставшего одним из массовых воздушных судов в СССР.

### В России
Одним из пионеров самолётостроения считается российский изобретатель контр-адмирал А. Ф. Можайский. 4 июня 1880 года А. Ф. Можайский обратился в департамент торговли и мануфактур с просьбой о выдаче ему патента на изобретённый им «воздухоплавательный снаряд» и получил его 3 ноября 1881 года. Созданный им воздухолетательный снаряд (самолёт Можайского) был построен в натуральную величину в 1882 году. Не сохранилось документов, подробно зафиксировавших испытания самолёта Можайского. В ряде публикаций, появившихся уже после смерти Можайского — в конце XIX — начале XX века, сообщалось, что аппарат потерпел аварию при попытке взлёта (точная дата — неизвестна, различные историки авиации называют даты от 1882-го до 1885 года). В некоторых из сообщений также указывалось, что аппарат кратковременно отделился от земли.
Есть мнение, что зарождение авиации в России пришлось на начало XX века, когда в период 1909—1914 гг. в стране появились первые самолёты Я. М. Гаккеля, Д. П. Григоровича, И. И. Сикорского и др.
Первой и основной опорой самолётостроения в России стали вагоностроительные заводы, а Русско-Балтийский вагонный завод (РБВЗ) явился первым пристанищем Российской авиации. Так же с 1912 года в России по лицензии начат выпуск самолётов «Фарман» и самолётов «Ньюпор» на заводах Щетинина в Петербурге и на московском заводе «Дукс».
В 1913 году И. И. Сикорский сконструировал и успешно испытал первый в мире четырёхмоторный самолёт «Русский витязь», давший начало развитию тяжёлой авиации. Авиационные эксперты предрекали этому проекту полный провал. Тем не менее, первый полёт 26 мая 1913 года прошёл успешно. Несмотря на успех, за рубежом новость о полёте приняли за мистификацию. 2 августа 1913 года был установлен мировой рекорд продолжительности полёта — 1 час 54 мин.
Правовые акты России
- Гл. 3 Воздушного кодекса России от 19.03.1997 № 60-ФЗ.
- Ст. 1 Федерального закона «О государственном регулировании развития авиации» от 8.01.1998 № 10-ФЗ.